# فرنسیس، ساسکاچوان
فرنسیس، ساسکاچوان (به انگلیسی: Francis, Saskatchewan) یک منطقهٔ مسکونی در کانادا است که در ساسکاچوان واقع شده‌است. فرنسیس ۰٫۵۹ کیلومتر مربع مساحت و ۱۷۶ نفر جمعیت دارد.